# Heinrich August von Loßberg
Heinrich August von Loßberg (* 12. Juli 1717 in Sylbach; † 13. Juni 1793 in Blomberg) war ein kurhessischer Generalleutnant.

## Leben
Heinrich August von Loßberg wurde als Sohn des Offiziers Johann Heinrich von Loßberg (1676–1726) und dessen Ehefrau Eva Elisabeth Sybille von Gräffendorff (1675–1768) geboren.
Wie sein jüngerer Bruder Friedrich Wilhelm (1720–1800) begann er nach seiner Schulausbildung in der Hessen-kasselschen Armee eine Militärlaufbahn und wurde 1734 Fähnrich im Infanterie-Regiment Prinz Georg. 1739 zum Seconde-Lieutenant und 1745 zum Kapitän befördert, kehrte er 1750 in das Zivilleben zurück und trat in die Dienste des Grafen zu Lippe, wo er 1752 Hofkavalier  wurde und bis 1758 das Amt des Drosten bekleidete.
1759 kehrte er in die Hessen-Kasselsche Armee zurück und wurde Oberstlieutenant und General-Adjutant des Erbprinzen Friedrich von Hessen. Im Jahr darauf erhielt von Loßberg die Ernennung zum Oberst und Regimentskommandeur und 1763 zum Generalmajor.
1770 wurde er im Rang eines Generalmajors Chef des Infanterie-Regiments Nr. 2
Das Regiment Loßberg stand von März 1776 bis Oktober 1783 auf britischer Seite im Amerikanischen Unabhängigkeitskrieg.
1783 wurde er Vice-Gouverneur und 1784 Gouverneur der Festung Rinteln.
1787 besetzte er drei Monate lang die Grafschaft Schaumburg-Lippe mit ihrer Hauptstadt Bückeburg.
1789 wurde er Kommandeur von Kassel und Präsident des Kriegskollegiums.

## Familie
Am 20. Januar 1752 heiratete er in Detmold Wilhelmine Friederike Christophosine von Piderit (1732–1769, Tochter des Rittmeisters Anton Günther von Piderit und der Sophie Anna Christian von Exterde, Besitzer des Donop'schen Hofes in Blomberg). Dieser ging später in seinen Besitz.
Aus der Ehe gingen u. a. die Söhne Friedrich Wilhelm (kurhessischer Generalleutnant) und Friedrich Georg (1778–1807, Rittmeister im 2. Dragonerregiment Prinz von Taxis), hervor.

## Auszeichnungen
- 5. März 1769 Ritter des Ordens Pour la vertu militaire
- Hessischer Orden vom Goldenen Löwen.[3]